# Dieter Dowe
Dieter Dowe (* 16. Januar 1943 in Kempen) ist ein deutscher Historiker und war bis 2008 Leiter des Historischen Forschungszentrums der Friedrich-Ebert-Stiftung in Bonn.

## Akademische Laufbahn
Dowe studierte Geschichte, Latein, Philosophie und Germanistik und schloss mit der Promotion zum Dr. phil. 1969 an der Universität Bonn ab.
Seit seiner Promotion war er Mitarbeiter der Friedrich-Ebert-Stiftung. Zunächst arbeitete er als Mitglied der Abteilung Sozial- und Zeitgeschichte und von 1990 bis 2008 als Leiter des Historischen Forschungszentrums der Friedrich-Ebert-Stiftung (Archiv der sozialen Demokratie, Bibliothek, Abteilung Sozial- und Zeitgeschichte, Karl-Marx-Haus in Trier: Museum und Studienzentrum) und bis 2005 des Instituts für Sozialgeschichte e. V. Braunschweig-Bonn. 1999 erfolgte seine Ernennung zum Professor.

## Sonstige Tätigkeiten
Beim Archiv für Sozialgeschichte fungierte er als Schriftleiter (1970–1989) und Mitredakteur (1975 ff.). Er ist Herausgeber der „Reprints zur Sozialgeschichte bei J.H.W. Dietz Nachf.“, der Reihe Politik- und Gesellschaftsgeschichte des Historischen Forschungszentrums der Friedrich-Ebert-Stiftung (in Zusammenarbeit mit Michael Schneider), der Reihe Die deutsche Sozialdemokratie nach 1945, der Reihe Geschichte der internationalen Arbeit der Friedrich-Ebert-Stiftung (in Zusammenarbeit mit Pia Bungarten, Ernst Kerbusch und Uwe Optenhögel), der Reihe Quellen zur Geschichte der deutschen Gewerkschaftsbewegung im 20. Jahrhundert (mit Michael Schneider und Anja Kruke), der Veröffentlichungen des Instituts für Sozialgeschichte e. V. Braunschweig-Bonn und der Reihe Gesprächskreis Geschichte. Von 1989 bis 2016 war Dieter Dowe ehrenamtliches Mitglied im Vorstand der Stiftung Reichspräsident-Friedrich-Ebert-Gedenkstätte, seit 1995 ist er ehrenamtliches Mitglied im Vorstand der Bundeskanzler-Willy-Brandt-Stiftung.

## Forschungsschwerpunkte
Dowes Forschungsschwerpunkte liegen auf der Geschichte der deutschen Arbeiterbewegung vom Vormärz an und auf der deutschen Sozialdemokratie bis in die Weimarer Republik mit (anfänglich) regionaler Betonung des Rheinlandes.

## Sonstiges
Dieter Dowe lebt in Sankt Augustin und Braunschweig, hat zwei Kinder von seiner verstorbenen Ehefrau Dorothee Dowe geb. Schwartze und ist verheiratet mit der Historikerin Heike Christina Mätzing (Technische Universität Braunschweig).

## Werke (Auswahl)
Monographien
- Aktion und Organisation. Arbeiterbewegung, sozialistische und kommunistische Bewegung in der preußischen Rheinprovinz 1820–1852, Universität Bonn 1969, DNB 482033185 (Dissertation an der Philosophischen Fakultät Bonn, 9. Juli 1969). Druck: Aktion und Organisation. Arbeiterbewegung, sozialistische und kommunistische Bewegung in der preußischen Rheinprovinz 1820–1852 (= Schriftenreihe des Forschungsinstituts der Friedrich-Ebert-Stiftung, Band 78), Verlag für Literatur und Zeitgeschehen, Hannover 1970, DNB 720057973.
- Bibliographie zur Geschichte der deutschen Arbeiterbewegung, sozialistischen und kommunistischen Bewegung von den Anfängen bis 1863 unter Berücksichtigung der politischen, wirtschaftlichen und sozialen Rahmenbedingungen. Mit einer Einleitung. Berichtszeitraum 1945–1971 (1975) (= Archiv für Sozialgeschichte, Beiheft 5), Neue Gesellschaft, Bonn-Bad Godesberg 1976, ISBN 3-87831-210-5.
- Zwei Jahrzehnte Forschung zur Geschichte der Arbeiterbewegung in der Friedrich-Ebert-Stiftung, Forschungsinstitut der Friedrich-Ebert-Stiftung, Bonn 1982, DNB 820884006.
- Führer zu den Archiven, Bibliotheken und Forschungseinrichtungen zur Geschichte der europäischen Arbeiterbewegung (= Archiv für Sozialgeschichte, Beiheft Band 11), Neue Gesellschaft, Bonn 1984, ISBN 3-87831-395-0.
- Ferdinand Lassalle (1825–1864), ein Bürger organisiert die Arbeiterbewegung (= Friedrich-Ebert-Stiftung. Reihe Gesprächskreis Geschichte, Heft 34), Vortrag im Haus des Deutschen Ostens in München anläßlich des 175. Geburtstages von Ferdinand Lassalle, am 10. April 2000, Friedrich-Ebert-Stiftung, Historisches Forschungszentrum, Bonn ISBN 3-86077-906-0.

Herausgeber
- 140 Jahre Gründung von Lassalles Allgemeinem Deutschen Arbeiterverein 1863 in Leipzig – zur Frühgeschichte der deutschen Sozialdemokratie: Dokumentation einer Veranstaltung am 19. Mai 2003 in der Alten Handelsbörse in Leipzig. Friedrich-Ebert-Stiftung, Historisches Forschungszentrum, Bonn 2003 (= Gesprächskreis Geschichte. Bd. 50). ISBN 3-89892-194-8.
- Berichte über die Verhandlungen der Vereinstage deutscher Arbeitervereine 1863 bis 1869: Nachdrucke. Hrsg. von Dieter Dowe. Mit einer Einl. von Shlomo Na'aman sowie einem Personenregister, Zeitschriften- und Zeitungsregister und Ortsregister von Max Schwarz. Berlin [u. a.]: Dietz Verlag, Bonn 1980 (= Reprints zur Sozialgeschichte), ISBN 3-8012-2095-8.
- Brand(t)meister: Willy Brandt als Regierender Bürgermeister von Berlin im Spiegel der Karikatur in West und Ost. Bildtexte von Siegfried Heimann. Olzog, München [u. a.] 1996, ISBN 3-7892-9380-6.
- als Mitherausgeber: Der Deutsche Gewerkschaftsbund 1969–1975 (= Quellen zur Geschichte der deutschen Gewerkschaftsbewegung im 20. Jahrhundert. Bd. 16), Verlag J.H.W. Dietz, Bonn 2013, ISBN 978-3-8012-4218-3.
- Uneins – aber einig? Zur Geschichte des Verhältnisses von SPD und Gewerkschaften. Eine Ausstellung der Friedrich-Ebert-Stiftung zum 100. Jahrestag des „Mannheimer Abkommens“ 1906, Bonn 2006, ISBN 978-3-89892-585-3.

### Aufsätze
- Die Arbeitersängerbewegung in Deutschland vor dem Ersten Weltkrieg – eine Kulturbewegung im Vorfeld der Sozialdemokratie. In: Gerhard A. Ritter (Hrsg.): Arbeiterkultur. Verlagsgruppe Athenäum, Hain, Scriptor, Hanstein, Königstein 1979, S. 122–144.
- Der Arbeitskampf in den Tuchfabriken des Kreises Lennep (Bergisches Land) 1850. In: Klaus Tenfelde und Heinrich Volkmann (Hrsg.): Streik. Zur Geschichte des Arbeitskampfes in Deutschland während der Industrialisierung. Beck, München 1981, S. 31–51.
- Der Bund der Kommunisten in der Rheinprovinz nach der Revolution von 1848/49. Röhrscheid, Bonn 1970, S. 267–297, Sonderdruck aus: Rheinische Vierteljahrsblätter. Jg. 34, 1970.
- Die deutsche Sozialdemokratie von den Anfängen bis zum ersten Weltkrieg. In: Karl Josef Rivinius (Hrsg.): Die soziale Bewegung in Deutschland des neunzehnten Jahrhunderts. Unter Mitarb. von Dieter Dowe [u. a.]. Mit 274 Abb. im Text und auf Tafeln, Moos, München 1978, S. 37–60.
- Das Rheinland und Württemberg im Vergleich. In: Jürgen Kocka (Hrsg.): Europäische Arbeiterbewegungen im 19. Jahrhundert. Deutschland, Österreich, England und Frankreich im Vergleich. Vandenhoeck & Ruprecht, Göttingen 1983, S. 77–105.
- Methodologische Überlegungen zum Problem des Hungers in Deutschland in der ersten Hälfte des 19. Jahrhunderts. In: Werner Conze und Ulrich Engelhardt (Hrsg.): Arbeiterexistenz im 19. Jahrhundert. Lebensstandard und Lebensgestaltung deutscher Arbeiter und Handwerker. Klett-Cotta, Stuttgart 1981, S. 202–234.
- Agitieren, organisieren, studieren! Wilhelm Liebknecht und die frühe deutsche Sozialdemokratie – Vortrag anlässlich der Gedenkveranstaltung der Stadt Gießen und des oberhessischen Geschichtsvereins zum 100. Todestag von Wilhelm Liebknecht. Veröffentlichung der Friedrich Ebert-Stiftung, 2000, ISBN 3-86077-942-7 (online als PDF-Datei).
- Friedrich Ebert 1871–1925. Vom Arbeiterführer zum Reichspräsidenten. Ausstellung der Stiftung Reichspräsident-Friedrich-Ebert-Gedenkstätte, Heidelberg und der Friedrich-Ebert-Stiftung, Bonn; Begleitheft mit den Haupttexten der Ausstellung [hrsg. von Dieter Dowe]. Forschungsinstitut der Friedrich-Ebert-Stiftung, Historisches Forschungszentrum. 5. Aufl. Bonn 2005 (= Gesprächskreis Geschichte. Bd. 9), ISBN 3-89892-347-9.